# 木村拓哉 Flow
『木村拓哉 Flow』（きむらたくや フロウ）は、2018年8月5日よりTOKYO FMをキーステーションにJFN系全国38局ネットで放送されているバラエティ番組で、木村拓哉の冠番組。開始当初はGYAO!、後年はSpotifyの提供番組（supported by…）だったが、2024年明けてから提供が無くなっていた。しかし同年10月からはカーベル、同月27日～11月17日の放送ではCANADELが新たに提供に加わった。

## 概要
2018年7月20日、1995年1月から約23年半続いた木村の冠番組『木村拓哉のWhat's UP SMAP!』が翌週の7月27日に終了することが発表された。また、曜日と時間帯を変え、木村が新たに本番組のパーソナリティーに就くことが発表された。
タイトルに込めた思いに関しては「スタンス的にちょっと力みもすべて捨てて、直訳すると漂うみたいな感じなんですけど、すごく自然体に自分のアンテナにひっかかったものだったりとか興味あるものだったりとか…」と語り、内容についても「もちろん自分がキャプテンとしてやらしてはもらうんですけど、オレだけじゃなくて、たまにはゲストをお迎えして、一緒に時間を過ごしてもいいかなと。そういうゲストも、たまにはリスナーを呼んじゃってもいいんじゃないのっていう話をスタッフとしていて、いろんなことをたくらんでいます。次からは『Flow』のクルーになっていただけたらと思います。これからもよろしくお願いします」と呼びかけた。
2018年7月25日、冠協賛社・GYAO!の新CM発表会にてネット番組『木村さ〜〜ん!』が本番組の初回放送後より配信されることが発表された。この「木村さ〜〜ん!」の配信は4年続いたが、2023年3月末をもってGYAO!のサービス廃止に伴い、同年3月26日更新を以て終了となった。またこれに伴い、同4月からSpotifyが新たな協賛社となった。
2023年7月2日分からは、Spotifyにてポッドキャストと、『木村拓哉Spotifyにおじゃまします』（本ラジオのネット版）が配信されている。

## 番組内容
木村が月ごとに変わるゲストとトークを繰り広げる。番組終了間際には『木村さ〜〜ん!』の総合監督でもあるディレクターの蔵持が登場し、当日の正午から配信される内容の予告を行う。
番組開始当初の1年間はマンスリーゲストは一律1か月4回通しで招き、5週目まである月の第5週目は原則としてゲストを迎えず、木村による一人語りというパターンだったが、2019年8月からは毎月最終週にJFN系列の全国38局の中からリスナーがオススメするDJ・パーソナリティと木村とのトークセッションを行っており（後にトークセッションが自然解消し、木村によるソロトークが定着する）、この時からマンスリーゲストコーナーは最終週の一つ手前までの前中後編の3週（5週月は4週。月によっては第1週が木村のソロ、または各局パーソナリティーとのトーク回で、マンスリーゲストコーナーが第2週からその月の最終週までの3-4回となることもある）のパターンが定着した。
ただし、2021年6月のマンスリーゲスト・ミキは4週月ながら最終第4週まで連続出演したほか、2022年2月のマンスリーゲスト・山下達郎は山下がプロデュースした木村のアルバム特集（この時は1月の第1-4週まで木村によるソロでの楽曲解説だった）からの流れで1月最終週から4回にわたって出演している。

## マンスリーゲスト

### 2018年
| 放送月 | ゲスト             |
| ------ | ------------------ |
| 8月    | 明石家さんま       |
| 9月    | 二宮和也（嵐）     |
| 10月   | 浅野忠信           |
| 11月   | マツコ・デラックス |
| 12月   | 稲葉浩志           |

### 2019年
| 放送月 | ゲスト                                                     |
| ------ | ---------------------------------------------------------- |
| 1月    | ［ALEXANDROS］（6日・13日）LOVE PSYCHEDELICO（20日・27日） |
| 2月    | 長瀬智也（TOKIO）                                          |
| 3月    | 浜田雅功（ダウンタウン）                                   |
| 4月    | 岡本健一                                                   |
| 5月    | 桐谷健太                                                   |
| 6月    | 森山直太朗                                                 |
| 7月    | 糸井重里                                                   |
| 8月    | 杉咲花                                                     |
| 9月    | 小沢一敬（スピードワゴン）                                 |
| 10月   | 沢村一樹                                                   |
| 11月   | Uru                                                        |
| 12月   | 大島優子、三浦翔平                                         |

### 2020年
| 放送月 | ゲスト                       |
| ------ | ---------------------------- |
| 1月    | 槇原敬之                     |
| 2月    | 蜷川実花                     |
| 3月    | 及川光博                     |
| 4月    | 斎藤工                       |
| 5月    | ゲストなし                   |
| 6月    | ゲストなし                   |
| 7月    | 太田光（爆笑問題）           |
| 8月    | 河合郁人（A.B.C-Z）          |
| 9月    | 伊藤健太郎                   |
| 10月   | 鈴木京香                     |
| 11月   | Creepy Nuts                  |
| 12月   | 濱田岳、樋口日奈（乃木坂46） |

### 2021年
| 放送月 | ゲスト                       |
| ------ | ---------------------------- |
| 1月    | s**t kingz                   |
| 2月    | 目黒蓮・向井康二（Snow Man） |
| 3月    | EXIT                         |
| 4月    | 北村匠海（DISH//）           |
| 5月    | LiLiCo                       |
| 6月    | ミキ                         |
| 7月    | ジェシー・田中樹（SixTONES） |
| 8月    | 池田美優                     |
| 9月    | 中村アン                     |
| 10月   | 堂本剛（KinKi Kids）         |
| 11月   | 武田真治                     |
| 12月   | 平井大                       |

### 2022年
| 放送月 | ゲスト                                |
| ------ | ------------------------------------- |
| 1月    | ゲストなし                            |
| 2月    | 山下達郎                              |
| 3月    | RED RICE                              |
| 4月    | 満島ひかり                            |
| 5月    | 藤原ヒロシ                            |
| 6月    | Kj                                    |
| 7月    | かまいたち                            |
| 8月    | ブラックマヨネーズ                    |
| 9月    | 髙橋海人・神宮寺勇太（King & Prince） |
| 10月   | 眞木蔵人                              |
| 11月   | ゲストなし                            |
| 12月   | 伊藤英明                              |

### 2023年
| 放送月 | ゲスト                                           |
| ------ | ------------------------------------------------ |
| 1月    | 綾瀬はるか                                       |
| 2月    | 渋谷龍太（SUPER BEAVER）                         |
| 3月    | ISSA（DA PUMP）                                  |
| 4月    | アンミカ                                         |
| 5月    | 武田双雲                                         |
| 6月    | 新垣結衣                                         |
| 7月    | 宮近海斗・中村海人・七五三掛龍也（Travis Japan） |
| 8月    | ケンドーコバヤシ                                 |
| 9月    | 竹原ピストル                                     |
| 10月   | 上戸彩                                           |
| 11月   | 冨永愛                                           |
| 12月   | SUPER BEAVER                                     |

### 2024年
| 放送月 | ゲスト                                            |
| ------ | ------------------------------------------------- |
| 1月    | King & Prince                                     |
| 2月    | AI                                                |
| 3月    | 岩田剛典・今市隆二・ØMI（三代目 J SOUL BROTHERS） |
| 4月    | Awich                                             |
| 5月    | 藤井流星・濵田崇裕・小瀧望（WEST.）               |
| 6月    | 久保田利伸                                        |
| 7月    | 天海祐希                                          |
| 8月    | ゲストなし                                        |
| 9月    | 正門良規・末澤誠也（Aぇ! group）                  |
| 10月   | Perfume                                           |
| 11月   | 竹内まりや                                        |
| 12月   | 玉森裕太（Kis-My-Ft2）                            |

### 2025年
| 放送月 | ゲスト                                                     |
| ------ | ---------------------------------------------------------- |
| 1月    | timelesz                                                   |
| 2月    | ゲストなし                                                 |
| 3月    | Taka（ONE OK ROCK）                                        |
| 4月    | 寺西拓人・原嘉孝・橋本将生・猪俣周杜・篠塚大輝（timelesz） |
| 5月    | 秋山竜次（ロバート）                                       |
| 6月    | ハイヒール                                                 |
| 7月    | 野呂佳代                                                   |
| 8月    | 蒼井優                                                     |

## トークセッションを行ったDJ・パーソナリティ

### 2019年
| 放送月 | ゲスト                                                                           |
| ------ | -------------------------------------------------------------------------------- |
| 8月    | 森本優（エフエム北海道（AIR-G'）『IMAREAL』等を担当）                            |
| 9月    | ターザン山下（兵庫エフエム放送（Kiss FM KOBE）『Kiss MUSIC PRESENTER』等を担当） |
| 10月   | 赤松悠実（エフエム大阪（FM OH!）『赤maru』等を担当）                             |
| 11月   | 内藤聡（エフエム群馬『WAI WAI Groovin'』を担当）                                 |

### 2020年
| 放送月 | ゲスト                                                                |
| ------ | --------------------------------------------------------------------- |
| 3月    | DJナイク（エフエム福島『DJナイクのeトーク』等を担当）                 |
| 6月    | 井坂彰（エフエム愛媛『井坂彰のGreat Noisy Club!』等を担当）           |
| 7月    | izumi（K-mix『K-mix MUSIC SPECTRUM』等を担当）                        |
| 8月    | ミセス・フジコ（広島エフエム放送『ASAからZOO!アニマルポン！』を担当） |
| 10月   | 松山三四六（長野エフエム放送『346 GROOVE FRIDAY』を担当）             |

### 2022年
| 放送月 | ゲスト                                                   |
| ------ | -------------------------------------------------------- |
| 2月    | DJ SHIRO（FM宮崎『Radio Paradise 耳が恋した!』等を担当） |
| 7月    | 又吉里香（FM沖縄『オキアニ!』等を担当）                  |
| 11月   | 荒金由希子（FM大分『Clover Radio Terrace』等を担当）     |